# جورج هاربر (دراج)
جورج هاربر (بالإنجليزية: George Harper)‏ هو دراج بريطاني، ولد في 10 يوليو 1992 في باسينجستوك في المملكة المتحدة.

## وصلات خارجية
- جورج هاربر على موقع الاتحاد الدولي للدراجات (الإنجليزية)
- جورج هاربر على موقع أرشيف الدراجات (الإنجليزية)
- جورج هاربر على موقع إحصائيات الدراجات الإحترافية (الإنجليزية)